# Rio de Ca' Michiel

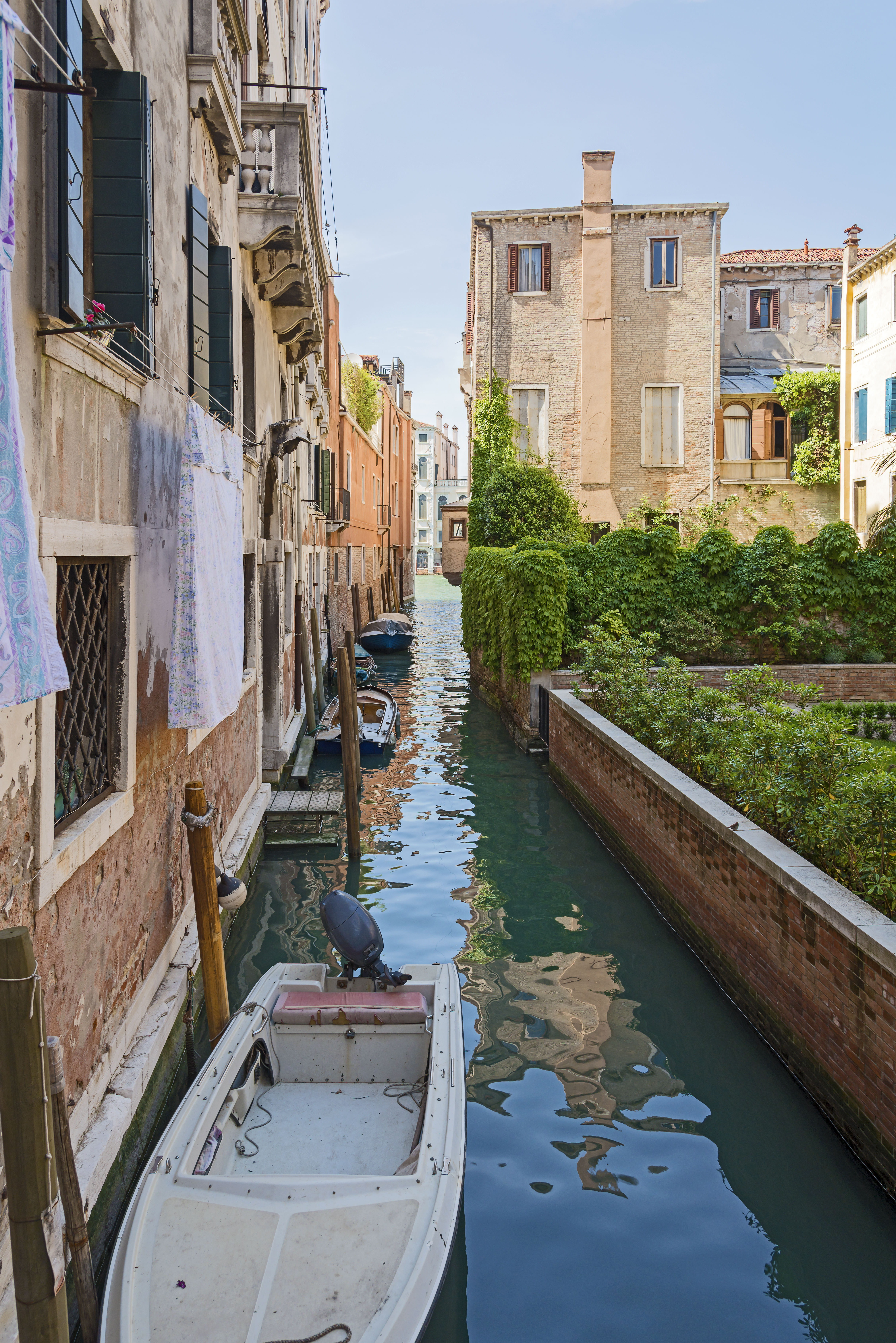
Rio de Ca' Michiel

Rio de Ca' Michiel (Canalul Ca' Michiel) este un canal din Veneția în sestiere San Marco. 

## Origine
Numele canalului provine de la Ca' Michiel (Casa Tornelli) care se află pe malul său.

## Descriere
Rio de Ca' Michiel are o lungime de aproximativ 100 de metri. El pornește de la Canal Grande între Ca' Michiel (Casa Tornelli) (la vest) și palatul Querini Benzon (la 'est) în direcția sud-sud-est. Canalul trece pe sub ponte Michiel pe calle Pesaro înainte de a scălda malurile pe care se află palatul Fortuny (pe est) și palatul Martinengo (pe vest).
Canalul ajunge la final într-o fundătură. De acolo își continuă drumul său prin rio de la Mandola și rio dei Assassini, ambele fiind subterane până la rio de San Luca.

## Poduri
Canalul este traversat de un singur pod:
- Ponte Michiel aflat pe Calle Pesaro

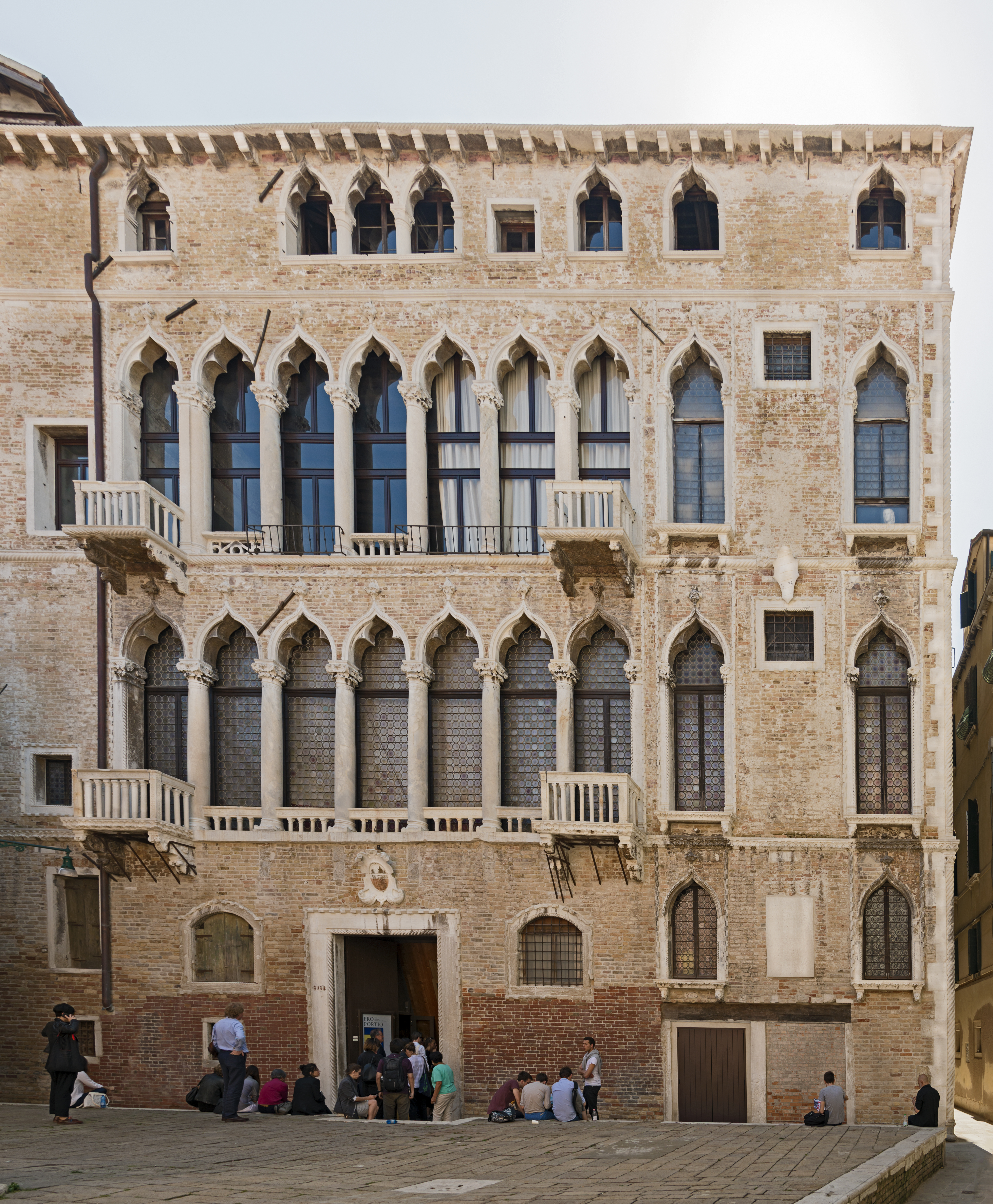
Muzeul Fortuny aflat pe malul canalului.
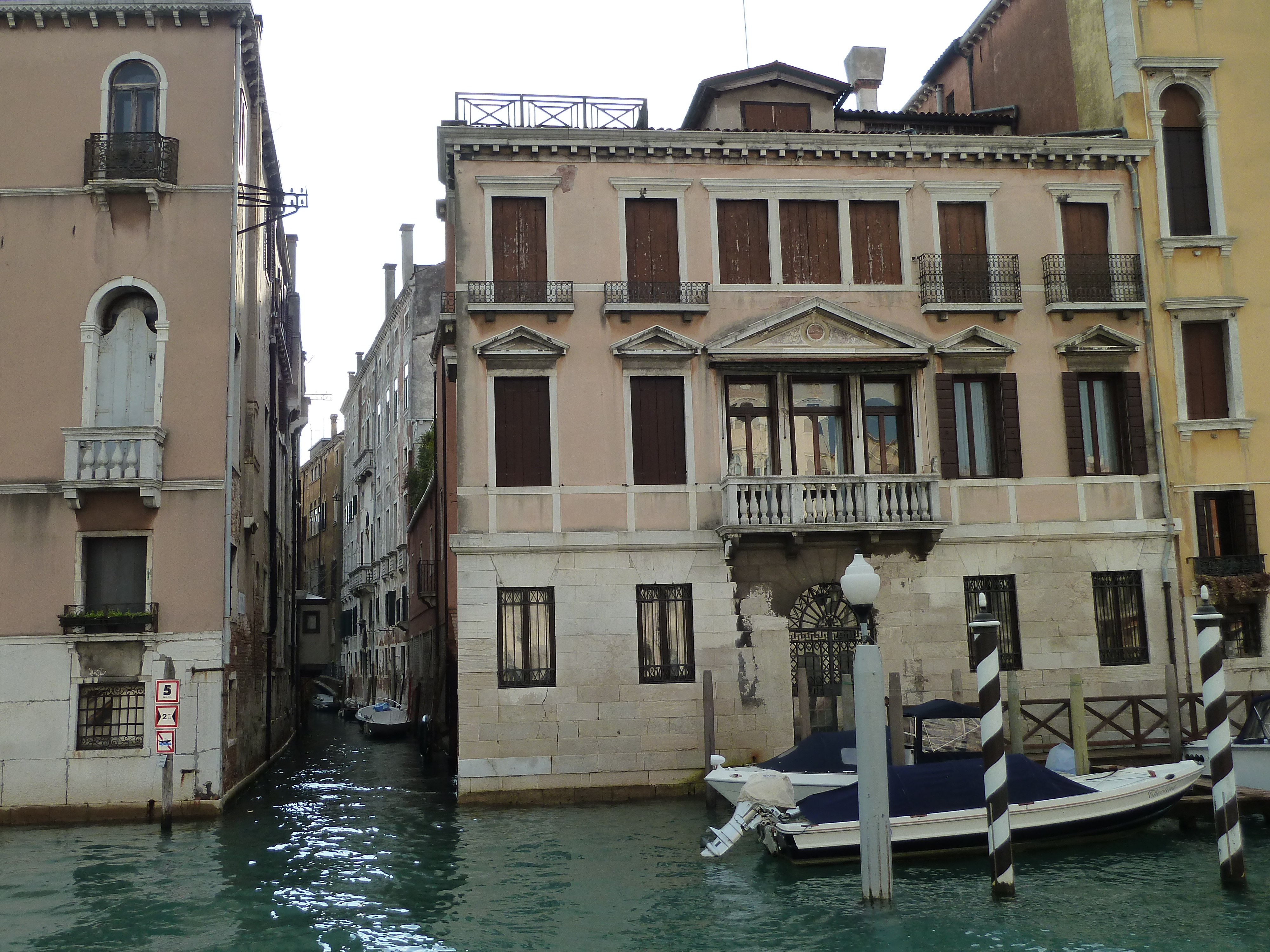
Vărsarea canalului cu Ca'Michiel în dreapta
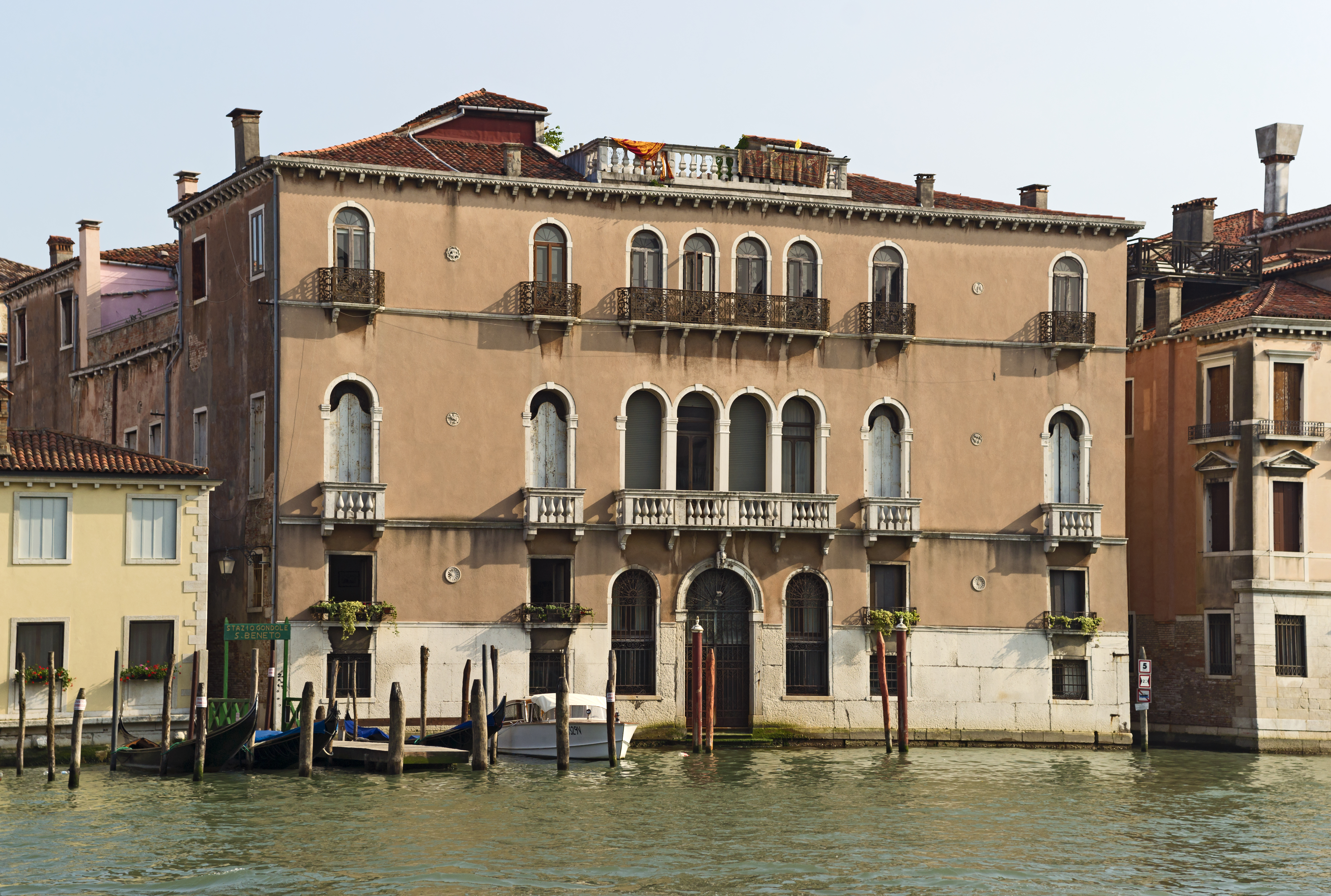
Palatul Querini Benzon şi vărsarea la dreapta
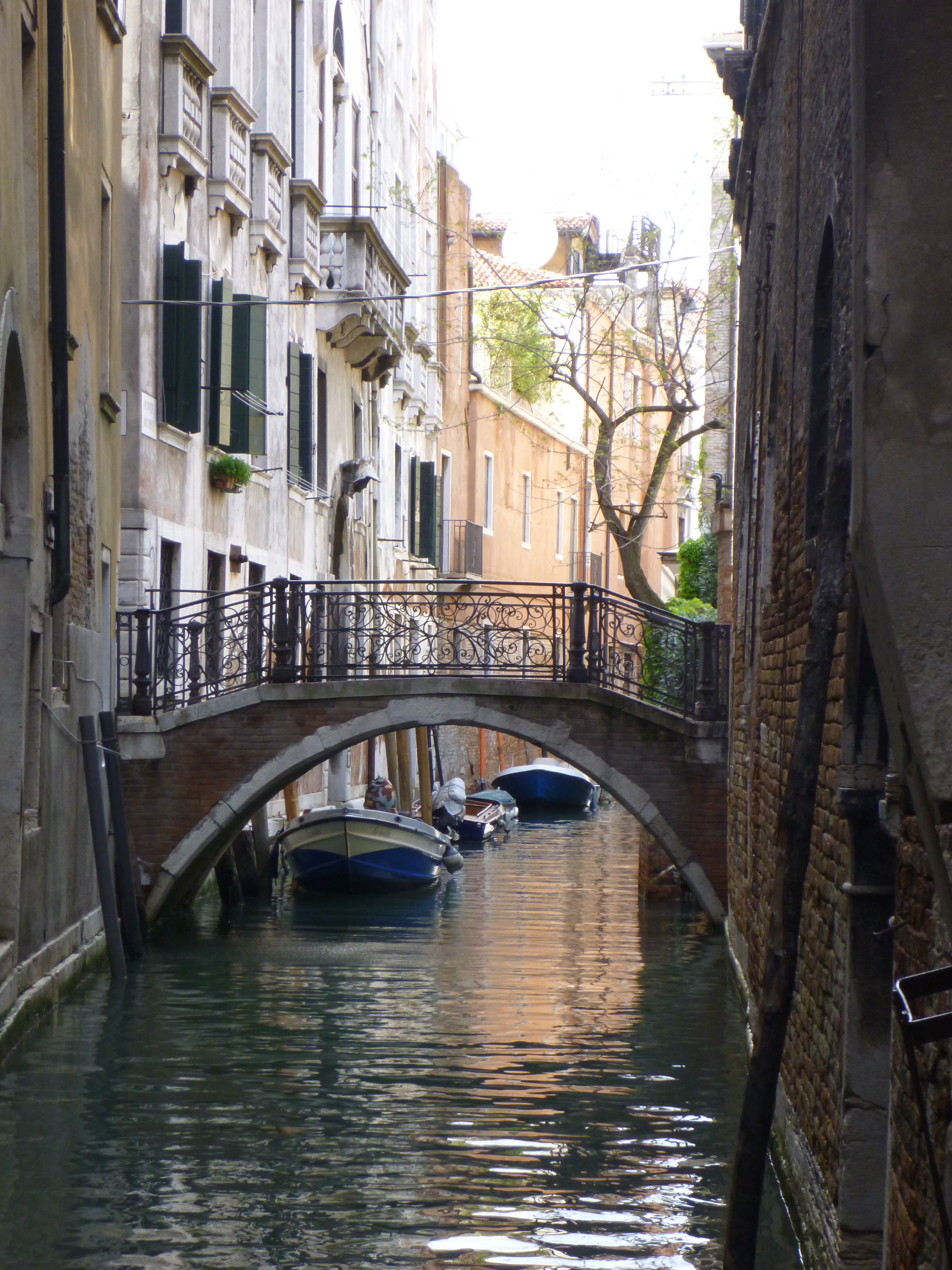
Ponte Michiel pe Calle Pesaro